# Павлов, Иван Фомич
Ива́н Фоми́ч Па́влов (25 июня 1922, село Борис-Романовка, Кустанайская губерния — 12 октября 1950 года) — участник Великой Отечественной войны, командир звена 6-го гвардейского штурмового авиационного полка 3-й воздушной армии Калининского фронта; командир эскадрильи 6-го гвардейского штурмового авиационного полка 3-й воздушной армии 1-го Прибалтийского фронта, дважды Герой Советского Союза, майор (1948).

## Биография
Родился в крестьянской семье. В 1931—1932 годах жил на станции Теренсай (ныне посёлок Адамовского района Оренбургской области), с 1932 года — в городе Магнитогорск (Челябинская область).
Окончил 7 классов школы, в 1940 году — 3 курса Магнитогорского индустриального техникума и Магнитогорский аэроклуб.
В Красной Армии — с декабря 1940 года. В 1942 году окончил Чкаловскую военную авиационную школу лётчиков в Оренбурге.
Участник Великой Отечественной войны: с июня 1942 по май 1945 — лётчик, командир звена, заместитель командира и командир авиаэскадрильи, штурман 6-го гвардейского штурмового авиационного полка (Калининский и 1-й Прибалтийский фронты).
К октябрю 1943 года совершил 127 боевых вылетов. Указом Президиума Верховного Совета СССР «О присвоении звания Героя Советского Союза офицерскому составу военно-воздушных сил Красной Армии» от 4 февраля 1944 года за «образцовое выполнение боевых заданий командования на фронте борьбы с немецкими захватчиками и проявленные при этом отвагу и геройство» удостоен звания Героя Советского Союза с вручением ордена Ленина и медали «Золотая Звезда» (№ 2844).
Когда его земляки узнали о награждении званием Героя Советского Союза, они собрали денежные средства, приобрели четыре самолёта-штурмовика и один из них вручили И. Ф. Павлову. На его борту была надпись:

Земляку Герою Советского Союза т. Павлову — от трудящихся г. Кустанай.

К октябрю 1944 года совершил ещё 77 боевых вылетов. За мужество и героизм, проявленные в боях, указом Президиума Верховного Совета СССР от 23 февраля 1945 года гвардии капитан И. Ф. Павлов награждён второй медалью «Золотая Звезда» (№ 4178).
Всего за время войны совершил 237 боевых вылетов на штурмовике «Ил-2», его экипаж сбил истребитель «Ме-109». Участвовал в Ржевско-Сычёвской, Великолукской и Смоленской операциях, освобождении Белоруссии и Прибалтики, ликвидации Земландской группировки противника. Был контужен.
В 1949 году окончил Военную академию имени М. В. Фрунзе. Командовал 947-м штурмовым авиационным полком (в Прикарпатском военном округе).
Командир 947-го штурмового авиационного полка майор И. Ф. Павлов погиб 12 октября 1950 года, выполняя учебно-тренировочный полет на штурмовике Ил-10, по освоению полетов ночью. Самолет упал в районе села Михайловка Дубенского района Ровенской области (Украина).

## Награды и звания
- Награждён двумя орденами Ленина (4.02.1944; 2.08.1944), двумя орденами Красного Знамени (26.08.1942; 2.06.1943), орденами Александра Невского (7.10.1944) и Отечественной войны 1-й степени (4.12.1942), а также медалями.
- Майор (1948), военный лётчик 3-го класса (1950).

## Память
- Навечно зачислен в списки воинской части.
- Бронзовый бюст установлен в Костанае, где его имя носит улица.
- В Борис-Романовке существует школьный музей героя.
- Московское учреждение среднего профессионального образования «Политехнический колледж № 8» носит имя И. Ф. Павлова. (где также присутствует музей героя)
- В память о Герое создана экспозиция в музее Боевой Славы 6-го Гвардейского Московского штурмового авиационного полка. ГБОУ «Школа № 167 имени Маршала Л. А. Говорова»